# Rosalyn Yalow
Rosalyn Sussman Yalow (19. srpnja 1921. – 30. svibnja 2011.) je američka medicinska fizičarka, i sudobitnica Nobelove nagrade za fiziologiju ili medicinu 1977.godine za razvoj radioimunološke metode (engl. radioimmunoassay - RIA).
Te godine, drugu polovicu Nobelove nagrade podijelili su Roger Guillemin i Andrew V. Schally.
Yalow je u suradnji sa svojim kolegom Solomon Bersonom razvila RIAu, metodu koja pomoću poznatih koncentracija radioaktivnim izotopom obilježenih antigena (hormona) i antitijela na te antigene, omogućuje mjerenje vrlo malih količina te tvari (hormona) u krvi. Prvotno je metoda korištena u mjerenju razine inzulina kod oboljelih od šečerne bolesti, ali je s vremenom našla primjenu u mjerenju količina mnogih tvari (hormona, vitamina i enzima) koje su prije razvoja RIAe bile premale da bi se izmjerile.
Otkriće ove metode omogućilo je značajan pomak i nova otkrića u endokrinologiji, ali i drugim granama biologije i medicine.

## Vanjske poveznice
- Nobelova nagrada - autobiografija (engl.)